# Bu Xiaolin
Bu Xiaolin (chinesisch 布小林, Pinyin Bù Xiǎolín; * August 1958) ist eine chinesische Politikerin, die der mongolischen Minderheit in China angehört. Sie war von März 2016 bis August 2021 Vorsitzende der Volksregierung der Autonomen Region Innere Mongolei (entspricht einem Provinzgouverneur). Sie ist die Tochter von Buhe, einem ehemaligen Vorsitzenden der Inneren Mongolei, und Enkelin von Ulanhu, dem Gründungsvorsitzenden der Autonomen Region Innere Mongolei und ehemaligem Vizepräsidenten der Volksrepublik China.

## Leben
Bu Xiaolin wurde im August 1958 im Linken Tumed-Banner in der Inneren Mongolei geboren. Am Ende der Kulturrevolution arbeitete sie kurz als Landarbeiterin, bevor sie sich bei der Volksbefreiungsarmee einschrieb. Von 1977 bis 1980 diente sie als Sanitäterin im Krankenhaus Nr. 291 des Militärbezirks Innere Mongolei.
Im September 1980 schrieb sie sich in die Peking-Universität ein und machte vier Jahre später ihren Abschluss in Wirtschaftsrecht. Nach ihrem Abschluss unterrichtete sie kurz Jura an der Universität der Inneren Mongolei, bevor sie 1985 in die Regionalregierung der Inneren Mongolei eintrat. Von 1998 bis 2001 studierte sie an der Jilin-Universität und promovierte 2001 in Rechtswissenschaften Von 2003 bis 2006 forschte sie am Institut für Soziologie der Chinesischen Akademie für Sozialwissenschaften.
Im September 2004 wurde sie zum Oberst von Alxa und zwei Jahre später zum Sekretär der Kommunistischen Partei ernannt. Im Januar 2008 wurde sie zur stellvertretenden Vorsitzenden der Inneren Mongolei ernannt. Im Januar 2014 wurde sie Leiterin der Einheitsfrontabteilung der Inneren Mongolei sowie Mitglied des Ständigen Ausschusses der Regionalpartei. Sie war Nachfolgerin von Wang Suyi, der wegen Korruption zu lebenslanger Haft verurteilt wurde.
Am 30. März 2016 wurde Bu Xiaolin zur Vorsitzenden der Inneren Mongolei und als Nachfolgerin von Bagatur, der zurückgetreten war, ernannt. Bu Xiaolin war die zweite Frau, die als Führerin der Regierung der Inneren Mongolei amtierte, und die sechste Frau in der Geschichte des kommunistisch regierten China, die eine Regierung auf Provinzebene führte. Sie wurde am 23. Juni als Vorsitzende der Inneren Mongolei bestätigt.
Am 20. August 2021 wurde sie zur stellvertretenden Vorsitzenden des Ausschusses für Umweltschutz und Ressourcenschonung des Nationalen Volkskongresses ernannt.